# Lithiumdiisopropylamid
Lithiumdiisopropylamid (LDA) ist eine chemische Verbindung aus der Stoffgruppe der Metallamide. Es handelt sich um das Lithiumsalz von Diisopropylamin.

## Herstellung
LDA kann aus Diisopropylamin mit Organo-Lithiumverbindungen wie Phenyllithium oder Butyllithium hergestellt werden. Ein günstigerer Weg ist die Umsetzung von elementarem Lithium mit Diisopropylamin in Gegenwart von Styrol.

## Eigenschaften und Verwendung
Lithiumdiisopropylamid ist eine starke Base, die in der Organischen Chemie oft zur Deprotonierung von CH-aciden Verbindungen eingesetzt wird. Auf Grund der sterischen Hinderung durch die raumerfüllenden Isopropylreste ist LDA wenig nucleophil. Der pKS-Wert der konjugierten Säure beträgt 40. Damit ist es möglich, auch schwach CH-acide Verbindungen wie Carbonylverbindungen in α-Position zu deprotonieren und diese dadurch in Enolate zu überführen.
Kommerziell ist LDA meist als Lösung in Diethylether oder THF erhältlich. In diesen Lösungen bildet es dimere Strukturen aus. In unpolaren Lösungsmitteln wie z. B. Toluol liegt es hingegen als ein Gemisch aus Trimeren, Tetrameren, Pentameren und höheren Oligomeren vor.